# Assemblea dello Stato di New York
L’ Assemblea dello Stato di New York è la camera bassa della Legislatura statale di New York. Essa si riunisce, insieme al Senato, nel Campidoglio dello Stato di New York. 
È composta da 150 membri, ognuno dei quali eletti per un mandato biennale. I rappresentanti non sono soggetti a un numero di mandati.